# Mrzli Vrh (Žiri, Slovenija)
Mrzli Vrh je naselje u slovenskoj Općini Žiriju. Mrzli Vrh se nalazi u pokrajini Gorenjskoj i statističkoj regiji Gorenjskoj. 

## Stanovništvo
Prema popisu stanovništva iz 2002. godine naselje je imalo 29 stanovnika.